# Пирмазенс
Пи́рмазенс (нем. Pirmasens) — город в Германии, город земельного подчинения, расположен в земле Рейнланд-Пфальц.
Входит в состав района город земельного подчинения. Население составляет 40 416 человек (на 31 декабря 2016 года). Занимает площадь 61,37 км². Официальный код — 07 3 17 000.

## Население
| Год  | Численность | Численность |
| ---- | ----------- | ----------- |
| 1971 | 55 000      | [ 3 ]       |
| 2017 | 40 632      | [ 4 ]       |
| 2019 | 40 403      | [ 5 ]       |
| 2021 | 40 054      | [ 6 ]       |
| 2022 | 40 682      | [ 7 ]       |
| 2023 | 40 941      | [ 8 ]       |

## Галерея

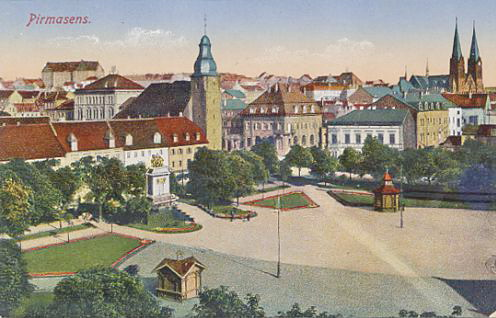
Пирмазенс в 1910 году
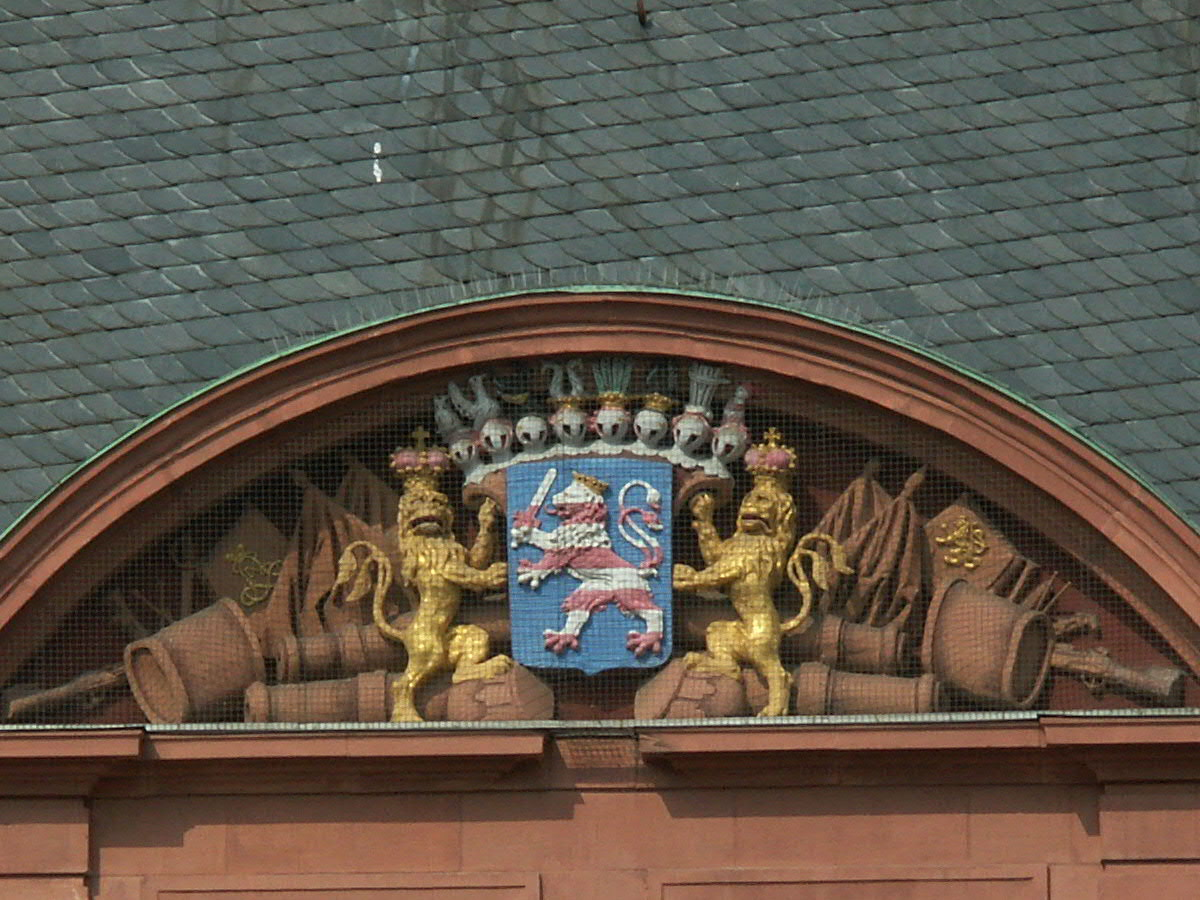
Герб в фронтоне старой ратуши
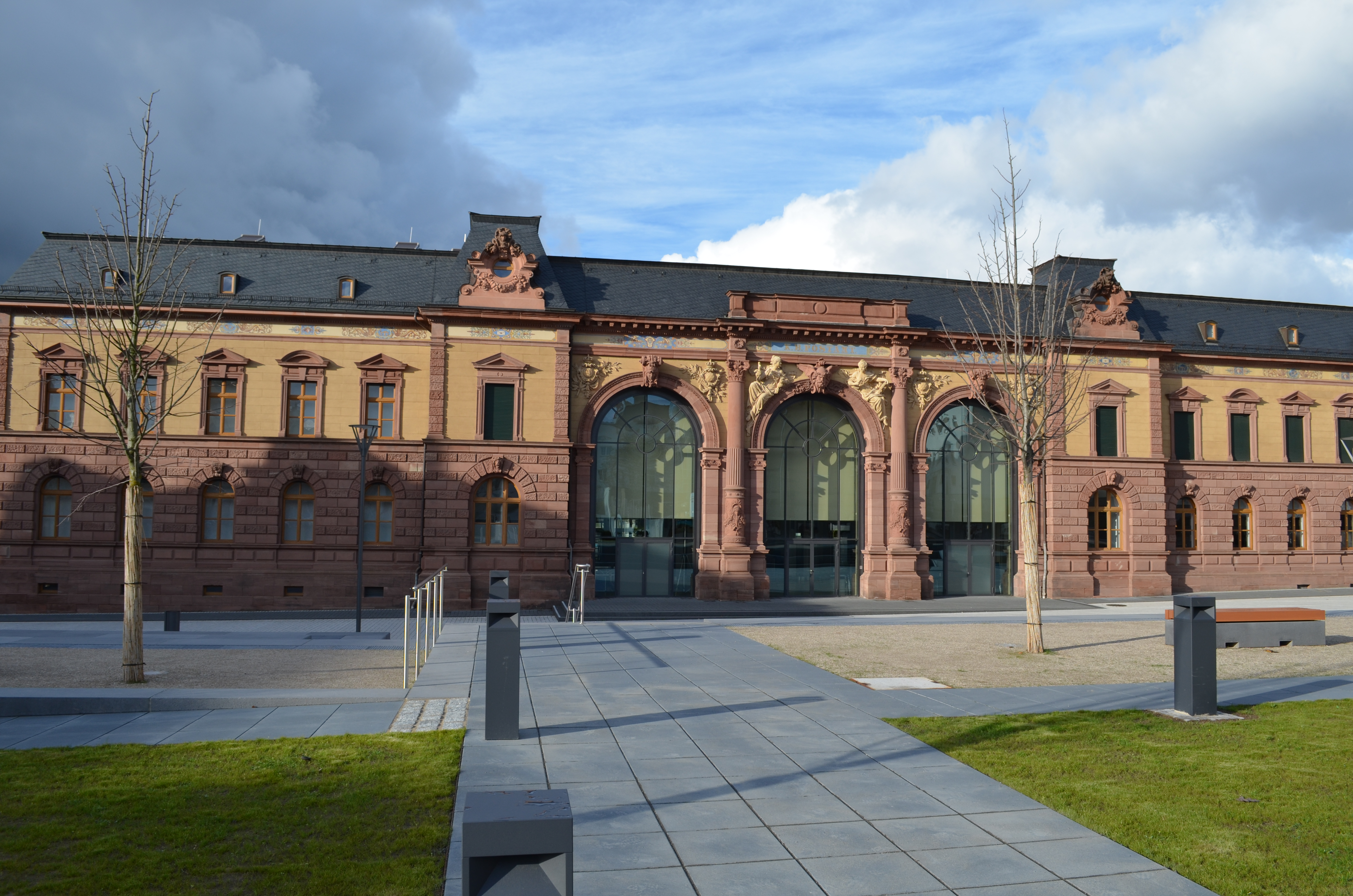
Бывшее Королевское баварское почтовое отделение в Пирмазенсе
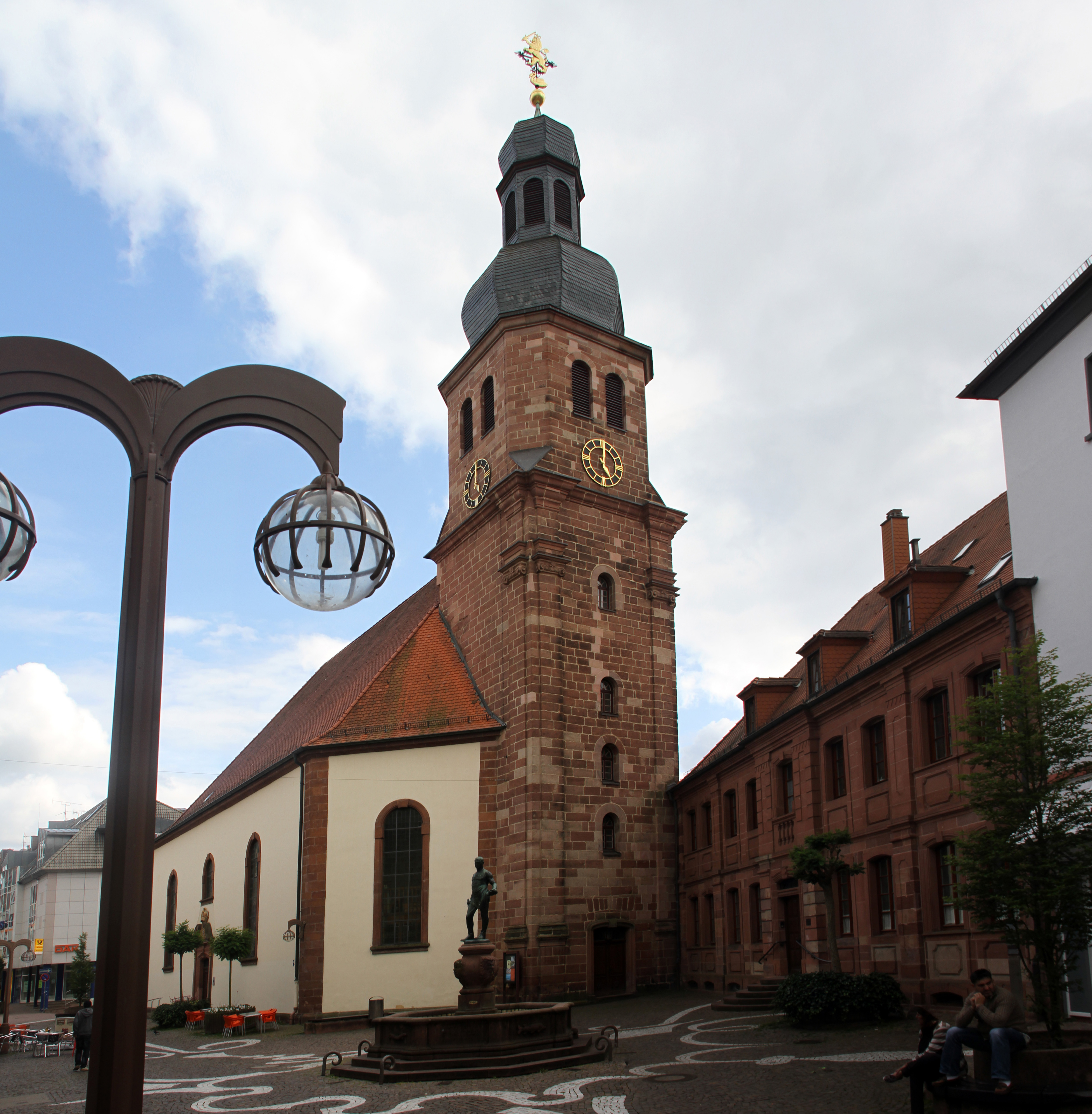
Лютеранская церковь и бывшая гарнизонная школа
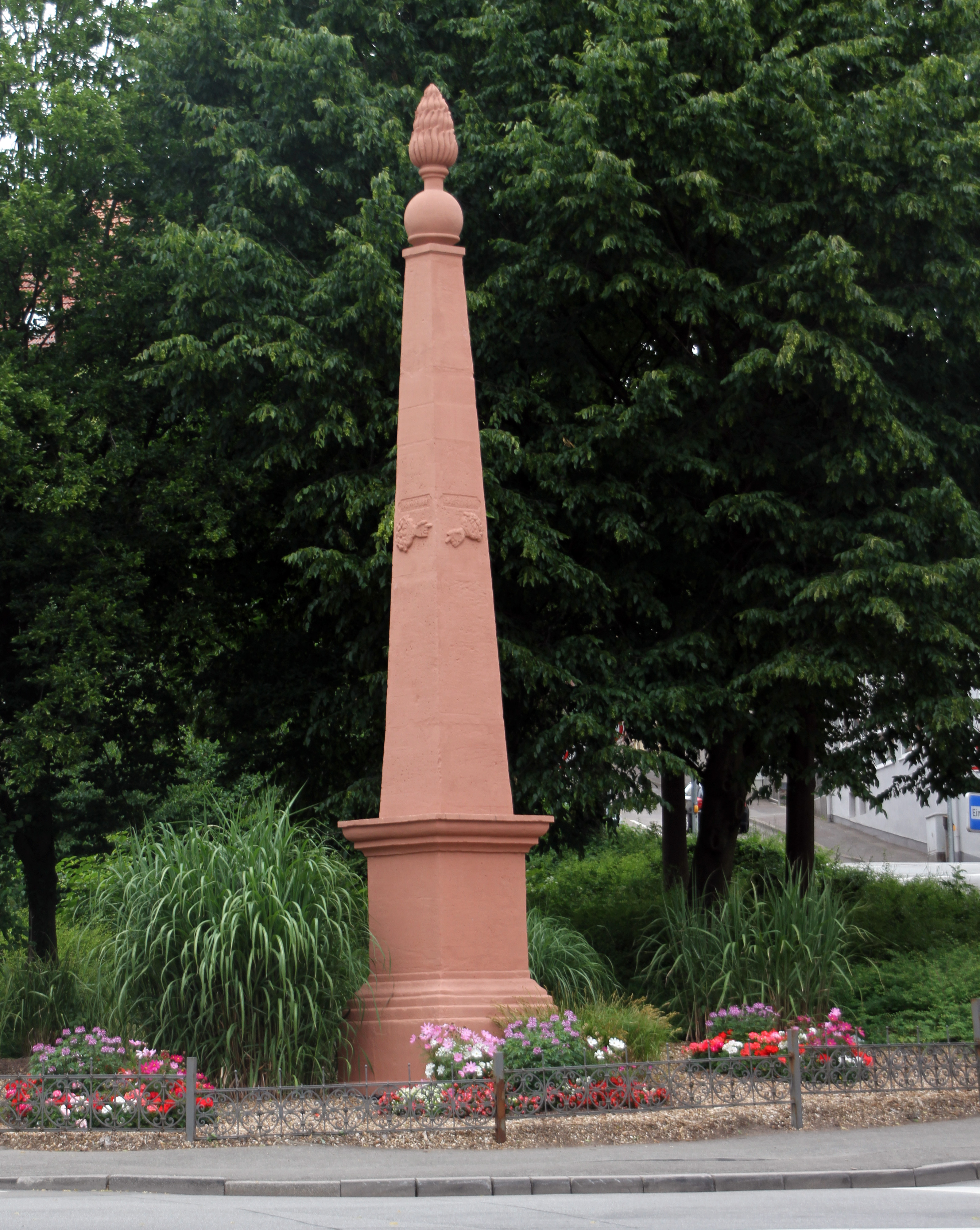
Указатель на Лембергер штрассе
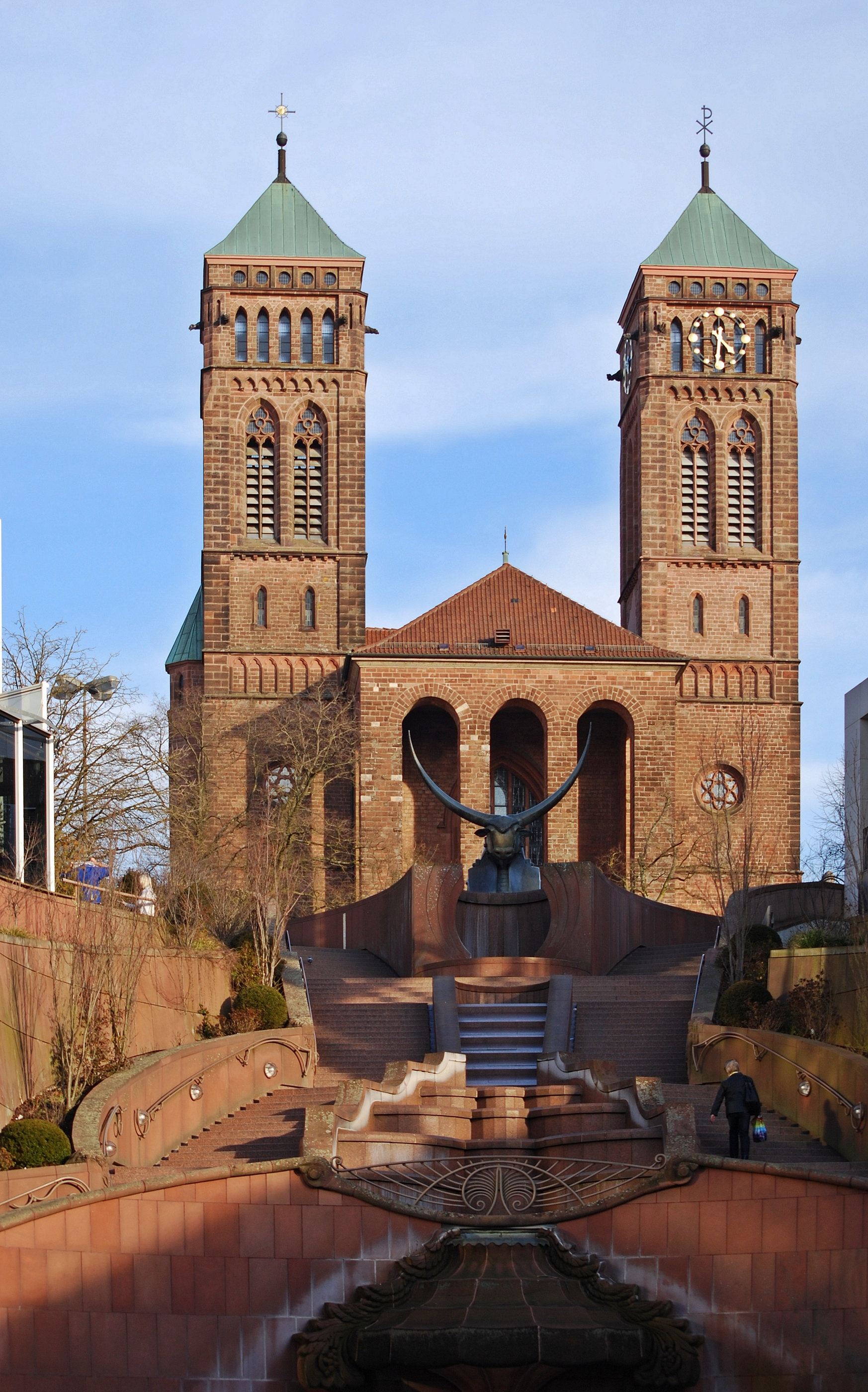
Фасад церкви Св. Пирминиуса на Дворцовой площади
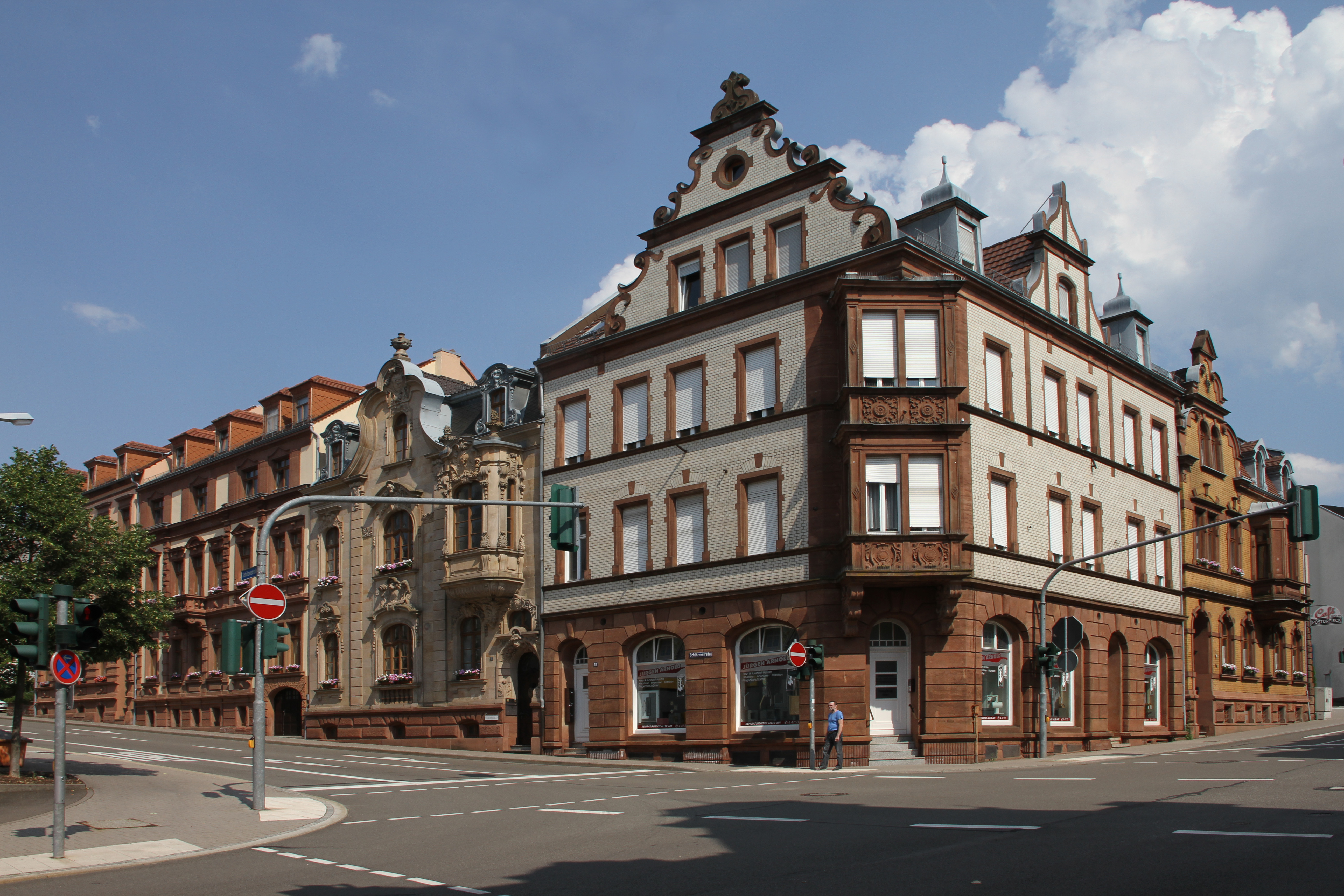
«Почтовый треугольник» в районе вокзала
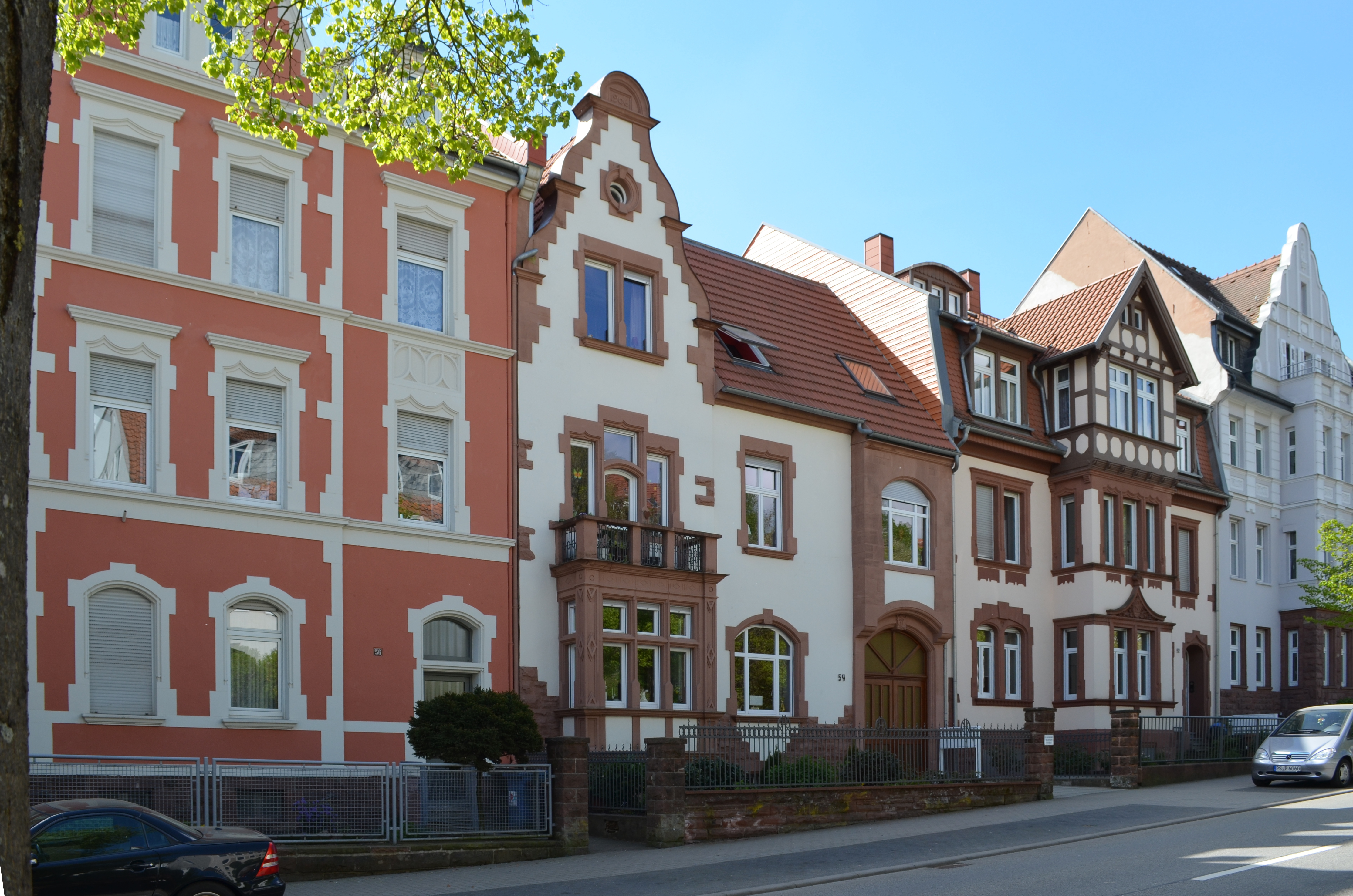
Мемориальная зона ландауэр-штрассе у ландауэрских ворот
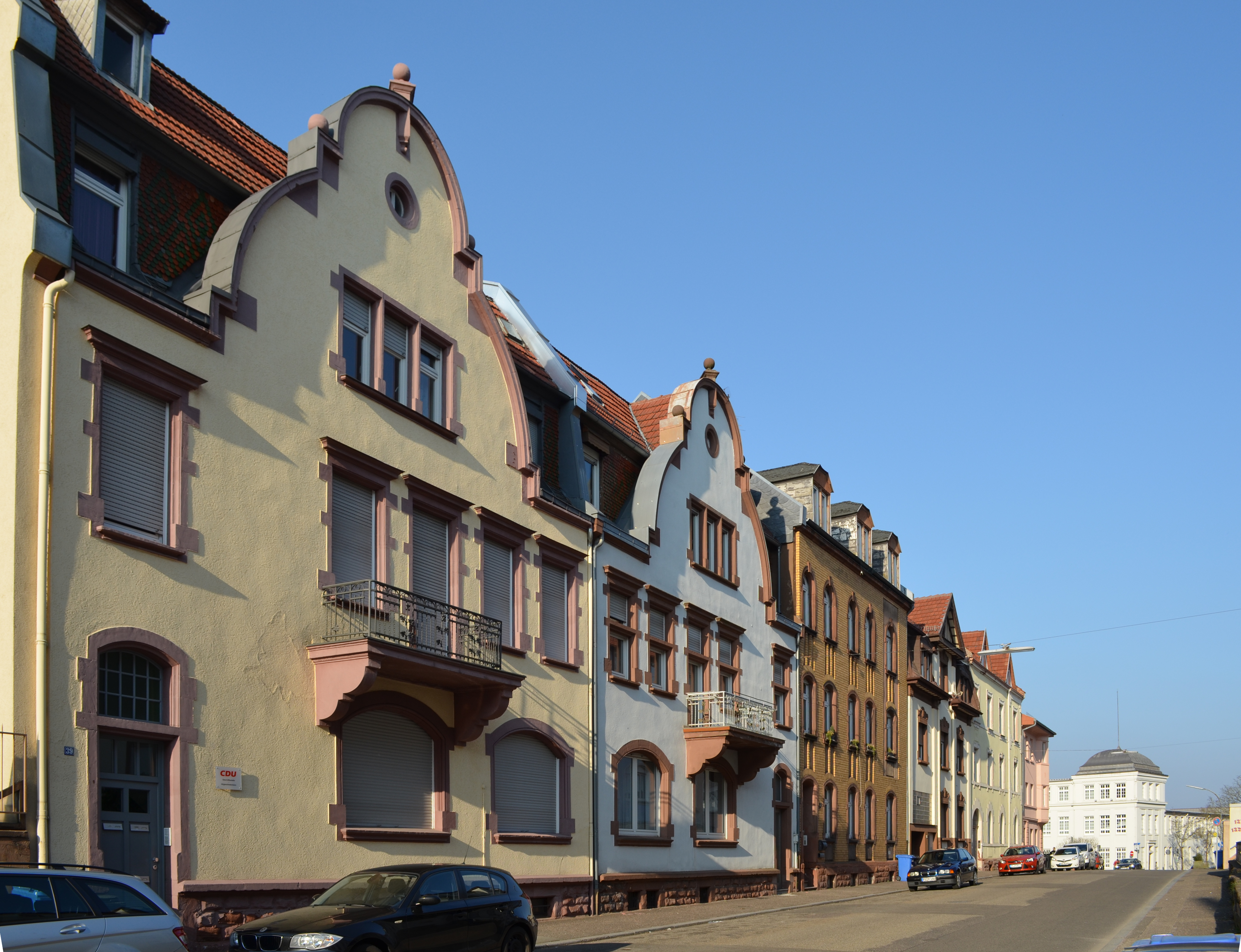
Луизенштрассе на Хорибе

## Известные уроженцы
- Айзенхёфер, Генрих (1892—1947) — оберштурмфюрер СС, служивший в концлагере Маутхаузен.
- Бюркель, Генрих (1802—1869) — немецкий живописец.
- Дурм, Эрик (р. 1992) — немецкий футболист, чемпион мира 2014 года.